# Trâu ngố

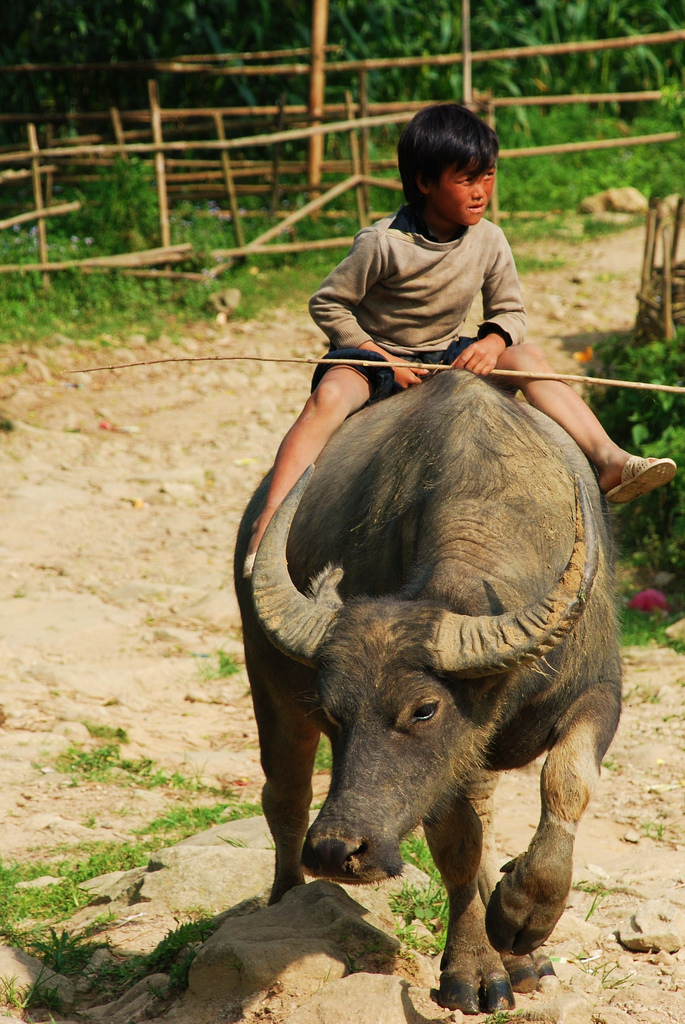
Một con trâu ngố

Trâu ngố là một giống trâu nội có nguồn gốc ở miền Bắc Việt Nam, đặc biệt là các tỉnh miền núi phía Bắc như vùng Lục Yên thuộc Yên Bái, vùng Hàm Yên thuộc Tuyên Quang và huyện vùng cao Chiêm Hóa, Tuyên Quang vốn nổi tiếng có giống trâu ngố vóc dáng to, khỏe. Giống trâu ngố Lục Yên là giống trâu tốt, có tầm vóc to, khỏe là tài sản quí báu cần được giữ gìn, bảo vệ và phát triển nguồn gen.

## Đặc điểm
Trâu ở Việt Nam hiện chỉ có một loài duy nhất là trâu đầm lầy và được chia ra làm hai nhóm là trâu ngố (trâu to) và trâu gié (trâu nhỏ), nhưng về mặt di truyền thì không có gì khác nhau. Ở mỗi vùng địa lý, trâu lại có tầm vóc khác nhau, trâu đực ở miền núi thường có tầm vóc cao to, cổ vại, còn trâu ở miền xuôi lại có dáng nhỏ và thanh. Trâu ngố được coi là một giống trâu to, khỏe. Giống trâu này có tầm vóc cao to do đó thường được sử dụng trong những cuộc chọi trâu. Hiện nay, nhiều nơi đang tìm giải pháp bảo tồn nguồn gen quý giống trâu ngố.
Ở Lục Yên, một con trâu đực to từ 4 tuổi trở lên thì đạt trọng lượng trên 500kg, những con trâu đực giống có trọng lượng khoảng 900kg, những con trâu đực trưởng thành từ 7 tuổi trở lên nặng khoảng 8 tạ đến một tấn và trâu cái nặng 5 đến 6 tạ, chúng có trâu sừng doãng, sừng ngúp có con trâu trắng cánh sừng rộng, đầu to có những con trâu đen khoáy rõ.
Do địa bàn đồi núi nên con trâu ở Lục Yên trải qua sự đào thải tự nhiên bởi khí hậu, thổ nhưỡng, được sàng lọc nhiều lần nên giống trâu ở đây trở nên quý giá. Trâu của xã Tân Phượng được tiếng chịu giá rét, trâu xã Mường Lai béo khỏe, trâu Minh Tiến, Tân Lĩnh đông đàn và giỏi cày kéo. Đặc tính sinh lý của trâu nái rất khác biệt với bò nái nên người dân khó tìm cách ghép đôi cho trâu đực phối giống.
Ở Tuyên Quang, vào những năm 70 của thế kỷ trước, trọng lượng trâu đực trên địa bàn tỉnh trung bình là 457 kg/con, trâu cái trung bình 394 kg/con, trong đó con to có trọng lượng tới 800 – 900 kg. Nhưng đến nay, trọng lượng trâu đực trung bình chỉ còn 371 kg/con, trâu cái trung bình chỉ còn 354 kg/con. Tỷ lệ đẻ của trâu cái sinh sản chỉ đạt 36%/năm Ngày nay đã có trâu đực giống tốt có khối lượng từ 450 kg/con trở lên để phục vụ nhân giống, bảo tồn nguồn gen trâu Chiêm Hóa, trâu Hàm Yên, nâng cao tầm vóc đàn trâu. Trâu đực cung cấp cho các hộ dân đều là cá thể có tầm vóc, khối lượng lớn đạt từ 420 kg trở lên.

## Thực trạng
Lục Yên là nơi có lợi thế về đồng cỏ, có giống trâu tốt và khí hậu thuận lợi cho chăn nuôi trâu. Lục Yên từ xưa vốn nổi tiếng có giống trâu ngố to khỏe để cung cấp sức kéo cho sản xuất nông lâm nghiệp, vận tải, nhiều con trâu lớn vẫn còn khá phổ biến trong các bản làng của người dân tộc Tày, Nùng, Dao, mỗi nhà thường nuôi vài con trâu trở lên Nhà nào cũng nuôi trâu, ít cũng có một con để kéo cày, nhiều nuôi đàn có tới cả chục con. Số trâu nhiều ít được coi như một thước đo mức độ giàu có của mỗi nhà. Chuồng nuôi trâu được làm bằng gỗ tốt như gỗ nhà ở. Con trâu đến tuổi sấn xẽo cũng phải chọn ngày tốt và tìm được tay tre như ý. Vạy trâu cũng làm bằng cái rễ cây thì mới thật dẻo mềm vai trâu nhưng rất bền chắc.
Tỉnh Tuyên Quang từng có những đàn trâu vạm vỡ, khỏe, rất hữu ích để chăn nuôi phục vụ sản xuất và làm thịt, Nhưng so với trâu ở Đồ Sơn, Hải Phòng hay Lập Thạch, Vĩnh Phúc thì trâu Tuyên Quang ít được biết tới do chưa đầu tư đúng mức. Trong 10 năm qua, tốc độ tăng đàn trâu không cao, chỉ khoảng gần 2%/năm và chưa có giải pháp kỹ thuật đồng bộ để phát triển đàn trâu cũng là nguyên nhân làm cho số lượng đàn trâu không tăng nhiều. Không chỉ giảm về số lượng, chất lượng đàn trâu cũng kém đi, sức vóc mỗi cá thể cũng teo tóp. Đàn trâu trong tỉnh chủ yếu là trâu đực gié, không đủ tiêu chuẩn đực giống, còn trâu cái bé nhỏ, còi cọc, tỷ lệ cận huyết, đồng huyết xảy ra phổ biến đối với đàn trâu ở các làng, bản
Gần 20 năm trở lại, giống trâu ngố Lục Yên có xu hướng thoái hóa mạnh khiến thể trạng trâu nhỏ đi. Lý do được một số người dân đưa ra là do tập quán chăn thả chung trên các đồng cỏ nên trâu phối giống tự nhiên dẫn đến sinh sản cận huyết và thoái hóa. Đất rừng vốn là nơi người dân trước đây đưa trâu lên chăn thả, nay chuyển sang trồng rừng kinh tế nên nuôi trâu phải có người chăn dắt. Do đó, trâu không còn môi trường giao phối tự nhiên, sinh sôi bầy đàn như trước
Người dân cũng từng bước cơ giới hóa sản xuất nên những con trâu đực, trâu cái tốt nhất dần theo thương lái về xuôi vào lò mổ, những con trâu đực là mục tiêu săn lùng đầu tiên của những lái trâu mua về mổ thịt. Khi nguồn trâu đực to khan hiếm thì họ nhắm đến những con đực nhỏ và trâu cái có vóc dáng lớn, chính sách chưa tạo được động cơ để người dân tiếp tục phát triển chăn nuôi trâu và khó khăn trong quy hoạch đồng cỏ tự nhiên để chăn thả bầy đàn.
Tỉnh Yên Bái hiện có 96.370 con trâu, chủ yếu là giống trâu ngố địa phương chất lượng khá cao. Tuy nhiên, đàn trâu đang trong tình trạng thoái hóa dần. Nguyên nhân chính là do người dân chăn nuôi nhỏ lẻ không được chọn lọc giống thường xuyên, để giao phối tự nhiên cận huyết nên trọng lượng của mỗi trâu trưởng thành đang giảm đi rõ rệt; khả năng sinh sản tự nhiện của đàn trâu cũng đã giảm dần.

## Bảo tồn

### Chính sách
Huyện Lục Yên đã triển khai Đề án tuyển chọn từ 400 con trâu nái trở lên là những con to, khỏe, bảo đảm các yếu tố sinh sản tốt để tạo hạt nhân về con giống. Sau khi đã tuyển chọn, huyện phối hợp với Trung tâm Giống vật nuôi tỉnh Yên Bái để có nguồn nghé giống chất lượng cao sau này. Chính quyền đã điều tra lại số lượng trâu đực giống trên tổng đàn trâu nái để cân đối về số con đực giống, hỗ trợ tiền cho những hộ nuôi trâu đực giống to khỏe, khuyến khích người dân duy trì chăn thả trâu đực giống cùng bầy đàn trên các khu chăn thả tự nhiên; khôi phục lại hội chọi trâu để khuyến khích nhân dân nuôi dưỡng những con trâu giống to khỏe nhất.
Tỉnh Tuyên Quang thì có chương trình chọn lọc, nhân thuần giống trâu tốt địa phương tại Chiêm Hóa, Na Hang, Hàm Yên, bố trí hợp lý nơi chăn thả, kết hợp trồng cây thức ăn xanh thô để phát triển đàn trâu. Tỉnh cũng đã xây dựng cơ chế hỗ trợ tổ chức, cá nhân chăn nuôi trâu đực giống tốt có khối lượng từ 450 kg/con trở lên để phục vụ nhân giống, bảo tồn nguồn gen, hỗ trợ thức ăn tinh cho đàn trâu cái có chửa trong mô hình để đảm bảo duy trì thể trạng và nuôi thai
Huyện Chiêm Hóa đã tập trung thực hiện chương trình, dự án: "Xây dựng mô hình bình tuyển, chọn lọc, nhân thuần giống trâu ngố", "Nuôi vỗ béo trâu, bò bằng hình thức nhốt chuồng"... Thông qua các chương trình, dự án này, thể trọng và số lượng đàn trâu trong toàn huyện được nâng cao, đem lại hiệu quả kinh tế cho nhiều gia đình. Dự án đã tổ chức bình tuyển toàn bộ đàn trâu, chọn lọc trên địa bàn xã được 47 con trâu giống đực và cái, mua thêm 14 con trâu giống đực và 60 trâu cái sinh sản đủ tiêu chuẩn từ cấp I trở lên (theo tiêu chuẩn chọn giống và nhân giống trâu của Viện Chăn nuôi trâu năm 1977).

### Lễ hội

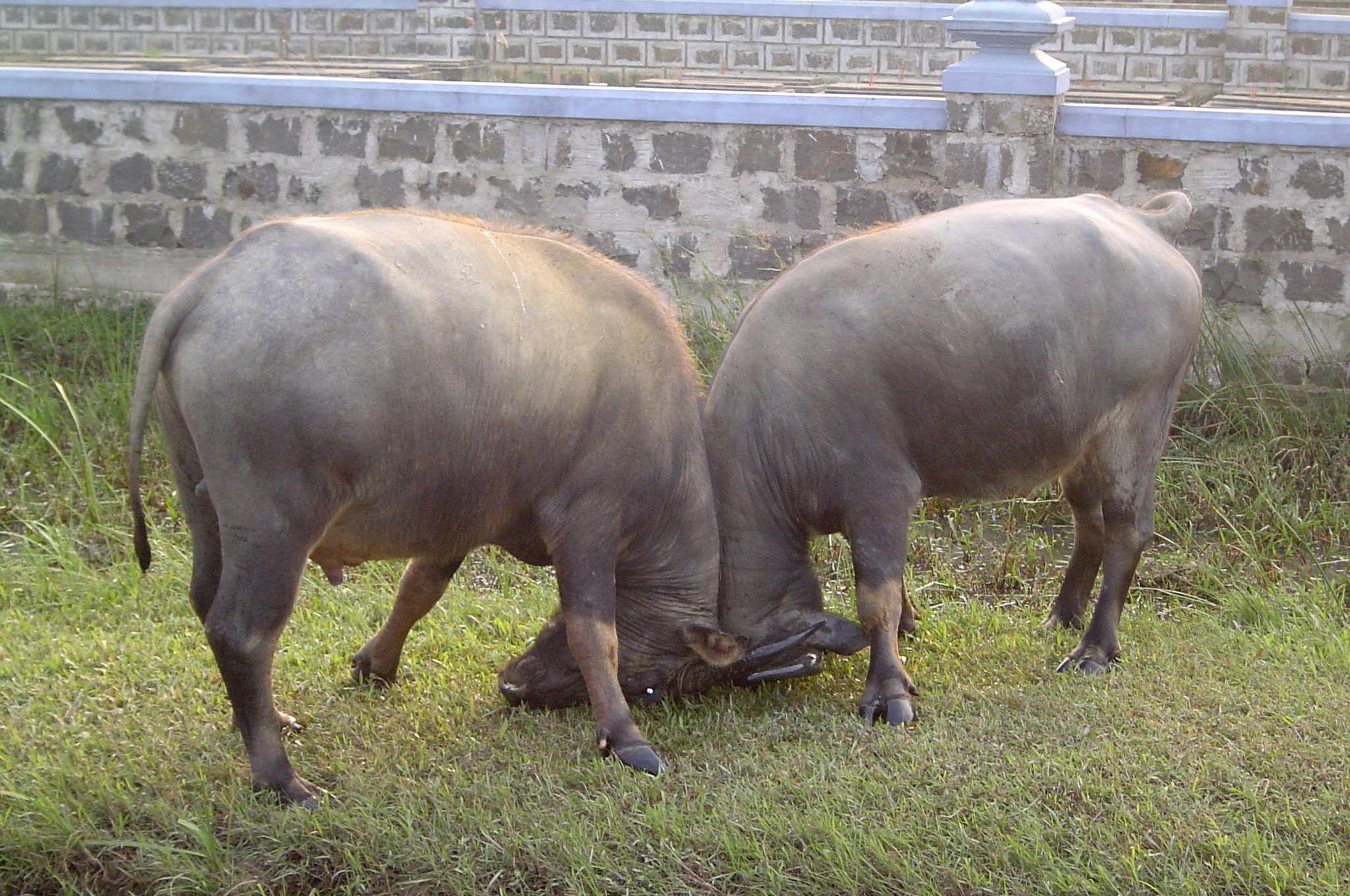
Hai con trâu ngố đang húc nhau

Hội chọi trâu Lục Yên Yên Bái với mục đích của lễ hội này là khôi phục một lễ hội từ xa xưa ở một vùng quê có nghề canh nông rất phát triển và nuôi được giống trâu ngố. Những con trâu chọi ở Lục Yên sẽ là trâu giống tốt để bảo tồn và phát triển nguồn gen quý, việc bảo tồn nguồn gen quý của giống trâu này vừa cung cấp sức kéo cho sản xuất vừa chăn nuôi trâu theo hướng hàng hóa. Những con trâu đực chọi xong không mổ như những sới chọi khác mà để chọi tiếp ở các sới khác hoặc nuôi để chọi trong những mùa hội tiếp theo nên số trâu chọi này sẽ là những con giống chất lượng. Hội chọi trâu này đã thu hút hàng vạn người đến dự và khi trở về đã có rất nhiều người muốn nuôi trâu chọi.
Lễ hội chọi trâu huyện Hàm Yên, tỉnh Tuyên Quang được tổ chức hàng năm vào dịp đầu Xuân, với mục đích khôi phục lại lễ hội dân gian, bảo tồn và phát triển giống trâu ngố của địa phương, phục vụ sản xuất và thu hút khách du lịch. Lễ hội chọi trâu Hàm Yên diễn ra vào ngày 10 và 11 tháng Giêng hàng năm với mục đích khôi phục lại lễ hội dân gian, bảo tồn và phát triển giống trâu ngố của địa phương, thu hút hàng vạn người dân trong huyện cùng du khách thập phương tới xem và cổ vũ.

### Kết quả
Năm 2013, tổng đàn trâu ở Lục Yên đạt trên 17.800 con, tăng 2,5% so với năm trước. năm 2011, tổng đàn trâu của huyện Lục Yên có khoảng 21 ngàn con (chiếm gần 1/3 tổng đàn trâu toàn tỉnh). Số trâu đực từ 4 đến 5 tuổi trở lên trước đây khan hiếm thì nay đã tăng dần. Thể trạng của số trâu đực tham dự hội chọi trâu cũng to và đều hơn những lần trước. người dân chú trọng bảo tồn những con trâu giống bố mẹ tốt không thuần túy là để tìm ra những con trâu chọi mà bởi họ nhận thấy việc nuôi trâu ở khắp nơi đang giảm dần nên giá trâu ngày càng đắt.
Nhận thức về chăn nuôi trâu đã thay đổi khi người dân không còn quá lệ thuộc vào nguồn cỏ tự nhiên mà họ đã biết tận dụng đất bờ bãi trồng cỏ, sử dụng các phụ phẩm nông nghiệp như thân cây ngô, rơm rạ bổ sung thức ăn chăn nuôi. Trâu trưởng thành có giá trên 50 triệu đồng và một con trâu cái to cũng có giá trên dưới 40 triệu đồng, nhiều hộ dân đang nuôi những con trâu đực từ 2 đến 3 tuổi và chỉ 1, 2 năm sau bán được giá nhưng nhiều hộ đã giữ lại để nuôi thành trâu chọi hoặc không nuôi chọi thì đến tầm trâu 7, 8 tuổi càng có giá, ở Lục Yên đã có một vài con được mua trên 80 triệu đồng.
Mô hình ở Tuyên Quang cũng đã góp phần quan trọng trong việc nâng cao tầm vóc, khối lượng, khả năng sinh trưởng và kháng bệnh của đàn trâu, giúp nông dân nhận thức được vai trò của công tác giống, nâng cao chất lượng trâu giống, trâu thịt, giúp địa phương luân chuyển trâu được giống trong vùng, tránh hiện tượng đồng huyết trong thời gian dài làm thoái hóa nguồn giống quý của địa phương. Hình thức chăn nuôi trâu có sự quản lý đã được áp dụng dần xóa bỏ được tình trạng thả rông gia súc, gây thiệt hại về phát triển cây nông nghiệp khác, tránh làm lây lan dịch bệnh.
Đến nay, đàn trâu của xã Hòa Phú có hơn 1.126 con, phần lớn là giống trâu ngố. Dự án đã giúp nhân dân trong xã biết áp dụng các biện pháp kỹ thuật vào chăn nuôi trâu nên cho hiệu quả kinh tế cao. Gia đình bà Ma Thị Tình, thôn Lăng Cuồng hiện nuôi năm con trâu ngố, mỗi năm thu hơn 10 triệu đồng tiền bán trâu giống và trâu thịt. Ở Hòa Phú còn rất nhiều gia đình chăn nuôi trâu đạt hiệu quả kinh tế cao như gia đình ông Hoàng Tước, thôn Đồng Mo nuôi ba con trâu ngố, đàn trâu của xã đã nâng lên 2.150 con, chủ yếu là giống trâu ngố, trâu mộng.